# Tadeusz Kapuściński
Tadeusz Marian Kapuściński (ur. 31 sierpnia 1924, zm. 1 grudnia 2012 w Gliwicach) – polski mineralog i petrograf, profesor doktor habilitowany inżynier Politechniki Śląskiej.

## Życiorys
Syn Józefa i Anny Kapuścińskich. W 1950 ukończył studia na Politechnice Śląskiej z 1950, już podczas studiów w 1948 rozpoczął pracę w Katedrze Mineralogii i Geologii na Wydziale Chemicznym. Po przeniesieniu Katedry na Wydział Górniczy pracował tam do przejścia na emeryturę w 1994. W 1965 przedstawił przygotowaną pod kierunkiem prof. Jana Kuhla pracę „Budowa mineralogiczno-chemiczna oraz geneza łupków ogniotrwałych z kopalni „Nowa Ruda” Szyb Piast” i uzyskał stopień doktora nauk technicznych o specjalności geologa. W 1973 habilitował się na podstawie rozprawy „Osady chemicznego wietrzenia skał magmowych i kaolinitowe łupki węglowe (tansztajny) w polu górniczym kopalni Słupiec. Studium mineralogiczno-chemiczne”. W latach 1979–1990 pełnił funkcję prodziekana Wydziału Górniczego Politechniki Śląskiej, natomiast w latach 1980-1994 był kierownikiem Zakładu Mineralogii i Petrografii w Instytucie Geologii Stosowanej. Prowadził prace badawczo-naukowe w zakresie mineralogii i petrografii, petrografii technicznej, petrologii, a także przeróbki i technologii surowców skalnych. Zajmował się również syntezą mineralną i skalną, petrurgią, technologią ceramiki i ochroną środowiska. W 1961 należał do organizatorów Muzeum Geologii Złóż Politechniki Śląskiej. Dorobek naukowy obejmuje 124 książek i 6 podręczników, był promotorem 7 doktorów. Zasiadał w Radzie Naukowej COBR Izolacja w Katowicach oraz Radzie Naukowej IMO w Gliwicach.
Zmarł w 2012, pochowany na Centralnym Cmentarzu Komunalnym w Gliwicach.